# Ринчинова, Светлана Петровна
Светлана Петровна Ринчинова (род. 6 декабря 1939, Улан-Удэ) — советская и российская художница, Народный художник Российской Федерации (2008), преподаватель Восточно-Сибирского государственного института культуры.

## Биография
Светлана Ринчинова родилась 6 декабря 1939 года в Улан-Удэ. В 1959—1966 годах училась на вокальном отделении Ленинградской консерватории им. Н. А. Римского-Корсакова. В 1962—1966 годах также посещала занятия в Ленинградском высшем художественно-промышленном училище им. В. И. Мухиной на отделении текстиля.
Вернувшись в Бурятию, занялась возрождением искусства гобелена из конского волоса. С 1976 года участвует в художественных выставках. С 1980 года работает в Художественном фонде Союза художников Бурятии. В 1982 году изготовила занавес Бурятского государственного академического театра драмы площадью около 100 м². В 1983 году стала членом Союза художников России. В 2001 году возглавила кафедру декоративно-прикладного искусства Восточно-Сибирской академии культуры и искусств. В 2004 году создала на этой кафедре учебно-творческую лаборатория по изготовлению сувениров «Вернисаж».
Среди работ Светланы Ринчинововой гобелены «Солнце» (1977), «Жаргал» (1978), «Литэ. Бурятский календарь» (1979), «Бурятия» (1981), «Вечное движение» (1981), «Табунщики» (1981), «Весть Победы» (1994), «Священный Байкал» (1994), «Байкал» (1985); батики — «Элегия» (1987), «Стихии мироздания»: «Огонь», «Земля», «Вода» (1988), «Водопад» (1989). Её гобелены хранятся в Художественном музее им. Ц. С. Сампилова, в Читинском областном художественном музее, в Музее истории Бурятии им. М. Н. Хангалова, в Этнографическом музее народов Забайкалья, в фондах «Росизопропаганда», в частных коллекциях.

## Награды
- Народный художник Российской Федерации[1] (2008)
- Заслуженный художник Российской Федерации (12 сентября 1994) — за заслуги в области декоративно-прикладного искусства[1]
- Заслуженный художник Бурятской АССР[1]
- Золотая медаль им. А. С. Пушкина (1999)[1]
- Медаль «За заслуги перед бурятским народом» Всебурятской ассоциации развития культуры[1]
- Почетная грамота Президиума Верховного Совета Бурятской АССР (1982)[1]